# برايان بولز
برايان بولز هو لاعب هوكي الجليد كندي، ولد في 18 فبراير 1952 في درومونفيل في كندا.

## وصلات خارجية
- برايان بولز على موقع EliteProspects.com (الإنجليزية)
- برايان بولز على موقع HockeyDB.com (الإنجليزية)
- برايان بولز على موقع Hockey-Reference.com (الإنجليزية)